# Zámek Zichy

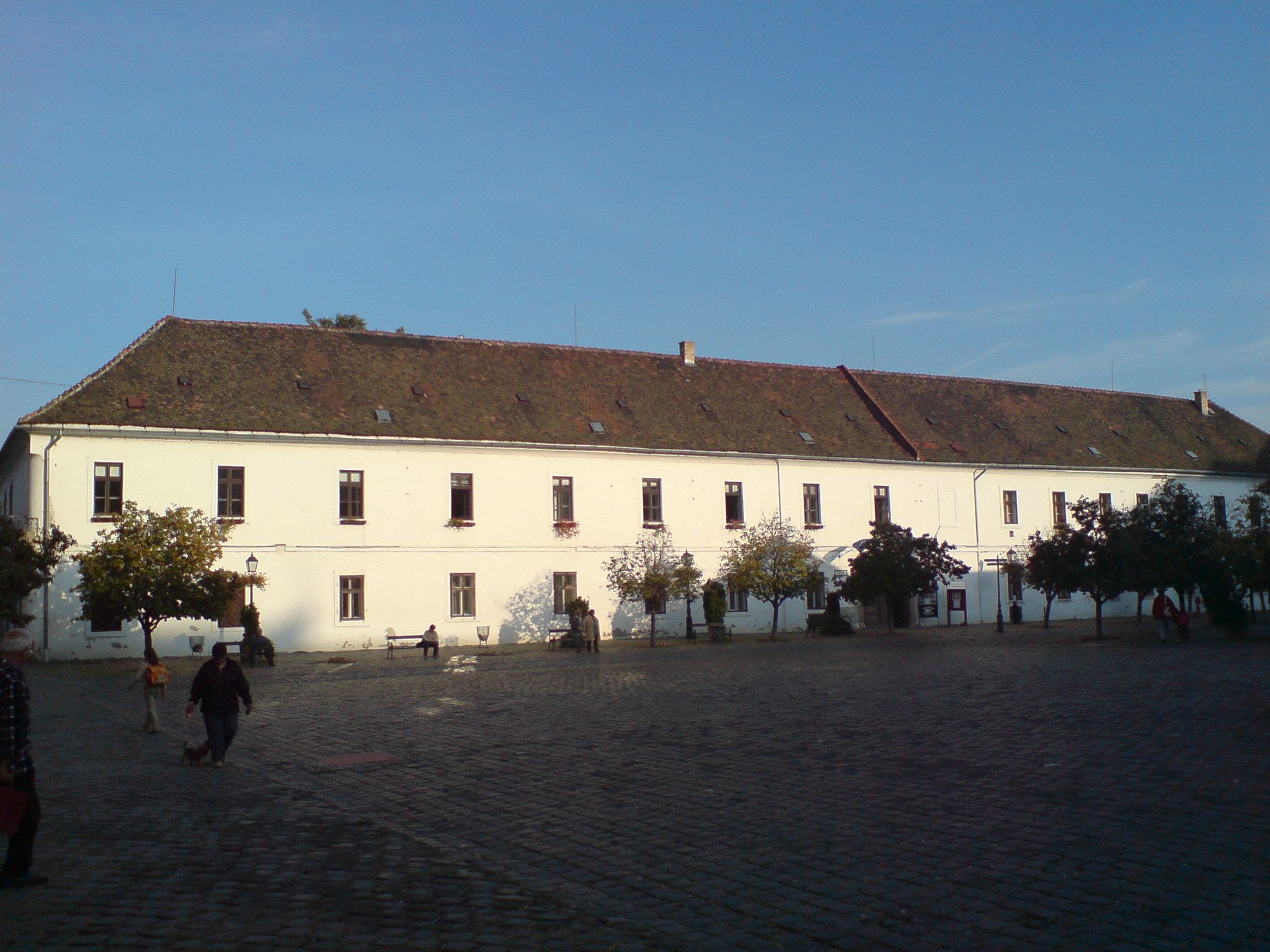
Pohled z náměstí Fö Tér

Zámek Zichy se nachází v Budapešti ve III. obvodu v části Óbuda.

## Historie
Budova se nachází uprostřed pozůstatků starého města Óbuda. Po stažení Turků na konci 17. století se panství dostalo do držení rodiny Zichy. Mezi lety 1746 a 1757 byl postaven barokní zámek pro hraběte Miklóse Zichy od stavbyvedoucího Henrika Jánose Jägera. Budova byla během druhé světové války těžce poškozena.  Byla sice v posledních několika letech zčásti obnovena, ale v některých částech stále potřebuje renovaci.
Dnes slouží jako kulturní centrum a také se zde nachází několik muzeí. V zámku a hospodářských budovách jsou rozmístěny tři různá muzea: Kassák Museum je věnované expresionistickému malíři a básníkovi Lajosovi Kassákovi, ve Vasarely Museum jsou díla malíře a grafika Victora Vasarelyho a v křídle hospodářské budovy je Óbudské městské muzeum.
Na zámku se pravidelně konají kulturní akce. Nádvoří se používá v létě často jako venkovní jeviště pro operní představení.

## Architektura
Zámek Zichy je dvoupodlažní palác obklopený hospodářskými budovami. Průčelí s hlavním portálem je na východ na přítok Dunaje.